# Spilosoma sabulosa
Spilosoma sabulosa är en fjärilsart som beskrevs av Derenne 1929. Spilosoma sabulosa ingår i släktet Spilosoma och familjen björnspinnare. Inga underarter finns listade i Catalogue of Life.